# Parkdale (Arkansas)
Parkdale – miasto w Stanach Zjednoczonych, w stanie Arkansas, w hrabstwie Ashley.